# Кокуляр, Александр
Александр Кокуляр (пол. Aleksander Kokular, 9 августа 1793, Варшава — 6 апреля 1846, там же) — польский художник, коллекционер и педагог. Профессор живописи.

## Биография
Сын варшавского купца. Получил академическое образование. Начал изучать живопись в столичном лицее под руководством Зигмунта Фогеля, в 1814 году продолжил учебу в венской Академии изобразительных искусств. Ученик Иоганна Баптиста Лампи (Старшего). В 1817 году окончил Академию Святого Луки в Риме.
В 1818 году, вернувшись в Варшаву, А. Кокуляр — один из ведущих представителей художественного сообщества Варшавы, активно включился в художественную и педагогическую жизнь столицы. Работал преподавателем рисунка в варшавском лицее, позже обучал каллиграфии.
В 1824—1826 годах, как стипендиат, вновь посетил Италию, где изучал произведения мастеров живописи. Большое влияние в этот период оказали на него полотна художников Жака Луи Давида и Винченцо Камуччини.
В последующие годы (1835—1841) в Варшаве организовал частную школу живописи и рисунка, одновременно преподавал на Дополнительных курсах (1836—1838) и в Александровском институте образования мещанских девиц (1838—1840). С 1841 по 1844 год преподавал в реальной гимназии в Варшаве.
Вместе с Я. Ф. Пиварским в 1844 году стал основателем Варшавской школы изобразительных искусств (ныне Академия изящных искусств, где с того же года работал профессором живописи и рисунка.
Среди его учеников были Циприан Камиль Норвид, Taдеуш Бродовский, Владислав Элиодор Гуминьский и др.

## Творчество
Александр Кокуляр — представитель позднего классицизма. Автор картин на историко — мифологические и религиозные сюжеты.
Талант Александра Кокуляра проявился наиболее полно в искусстве портретов, в первую очередь — мужских, в том числе императора Николая I, наместника Царства Польского И. Ф. Паскевича, графа А. С. Потоцкого, кроме того, моделями для его полотен были представители интеллигенции, буржуазии и духовенства польской столицы (в том числе портрет своего учителя Зигмунта Фогеля, польского композитора Марии Шимановской и др.).
Был инициатором торгов антиквариатных произведений искусства в Варшаве. В 1830—1840 годах реставрировал и продавал картины из коллекции графа А. С. Потоцкого.
Похоронен на варшавском кладбище Старые Повонзки.

## Избранные картины

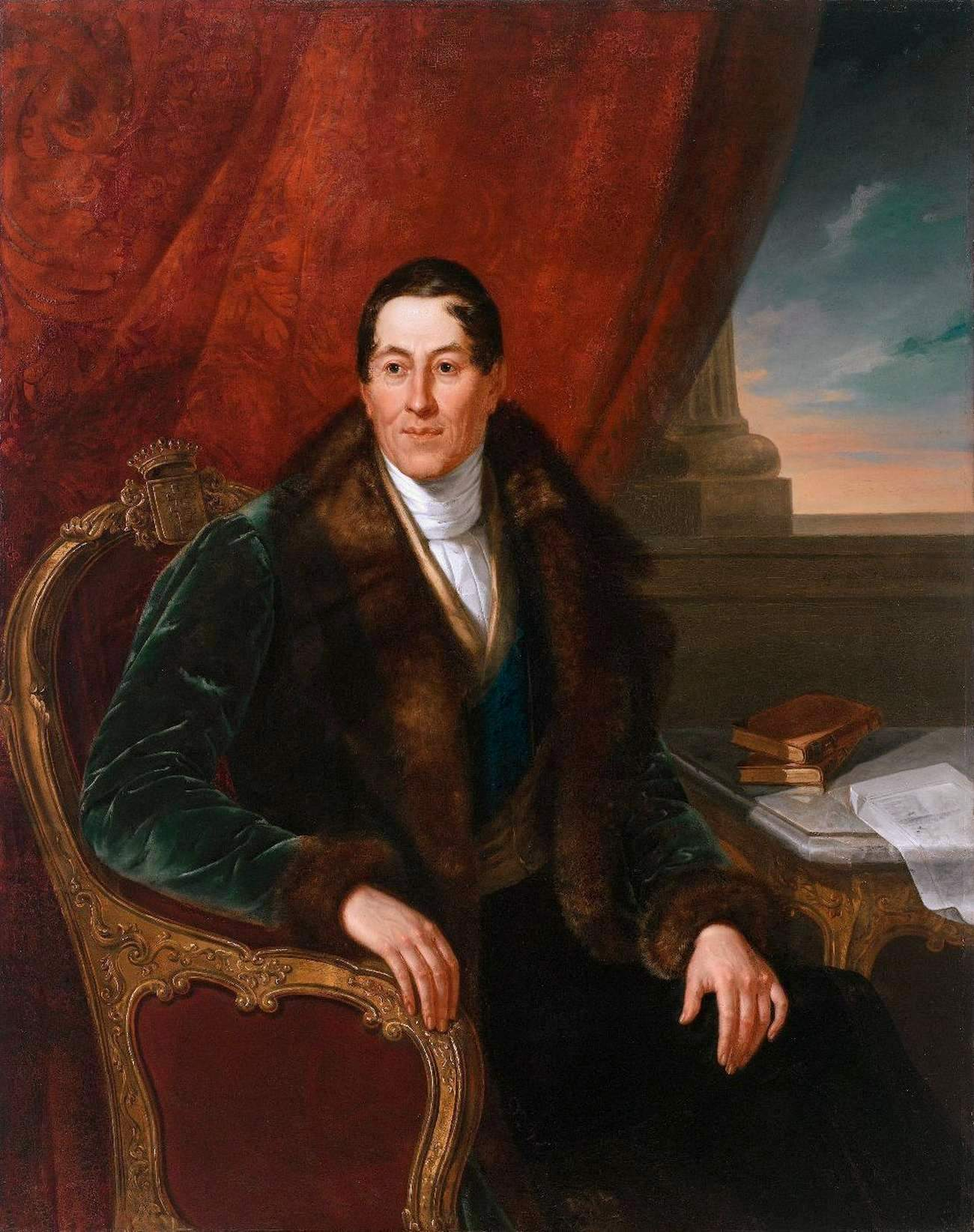
Граф Александр Станислав Потоцкий
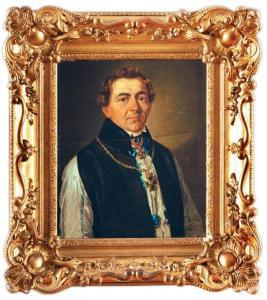
Портрет кабальеро с крестом. 1830.
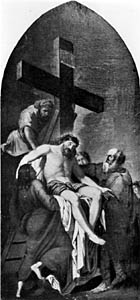
Снятие с креста. 1840.
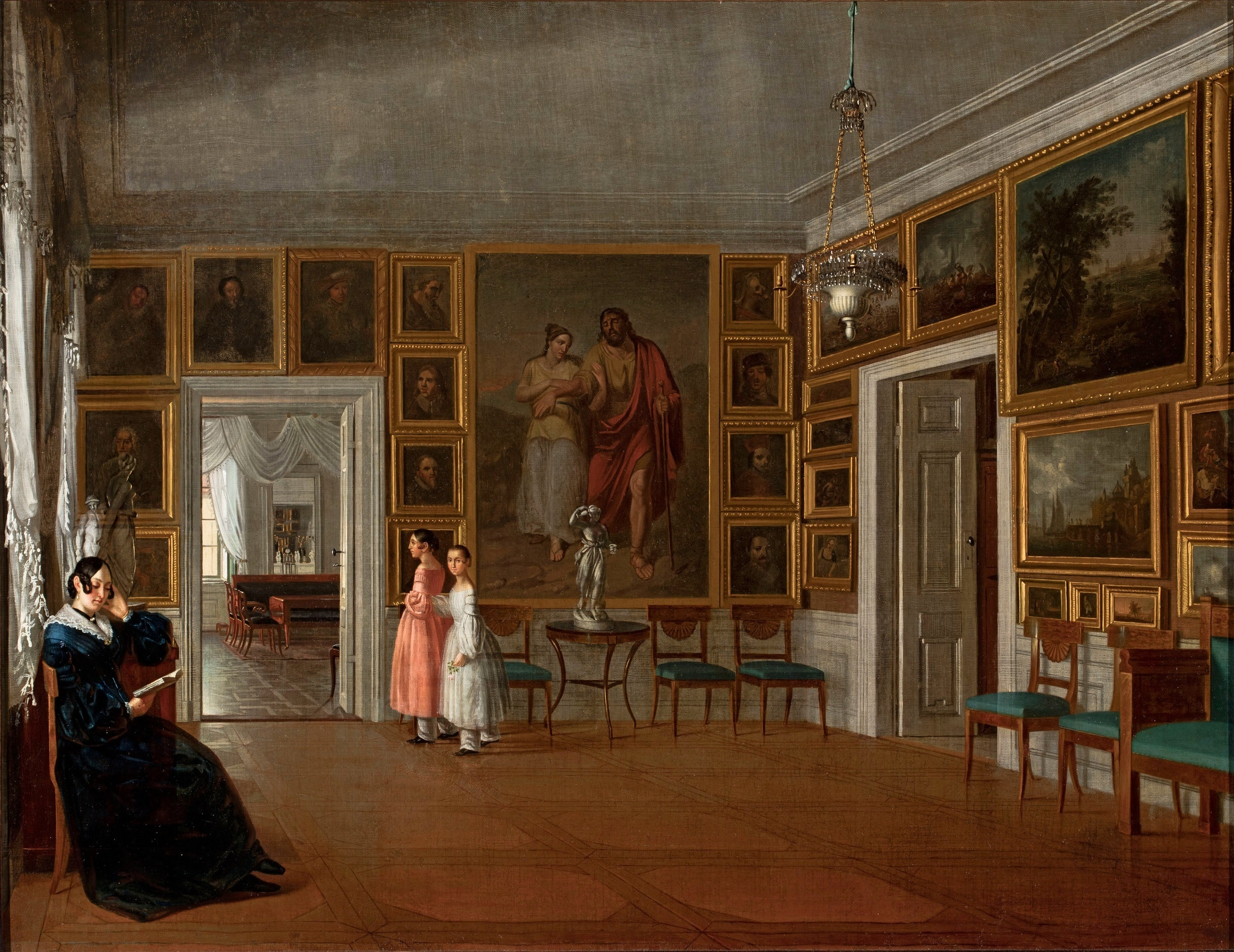
Салон в доме художника. 1830.
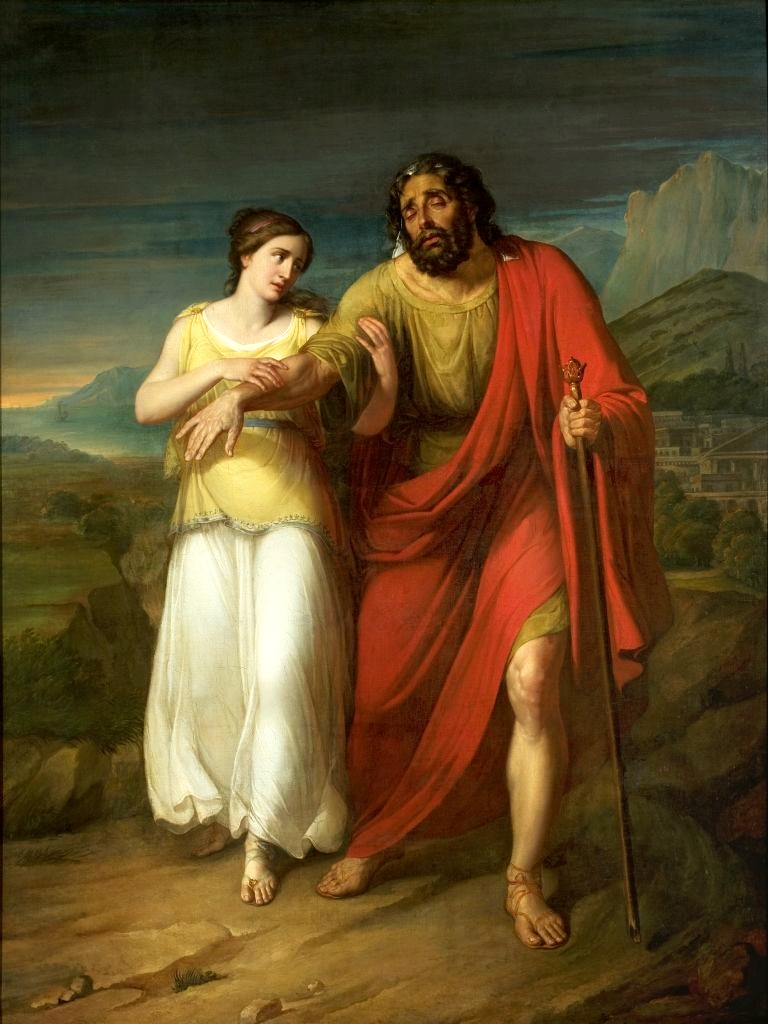
Эдип и Антигона. 1825